# Зграда у ул. М. Тита 121 (данас Краља Александра) у Крагујевцу
Зграда у ул. М. Тита 121 (данас Краља Александра) у Крагујевцу представља непокретно културно добро као споменик културе, решењем Републичког Завода за заштиту споменика културе Београд број 956/49, од 11. јуна  1949. године.
Кућа се налази у оквиру Старог градског језгра Крагујевца и типична је градска кућа 19. века. Њена архитектура је мање значајна од њене историјске вредности, која је и допринела да ова кућа буде утврђени споменик културе. У периоду од 1873. до 1875. године, на овом месту се налазила „Крагујевачка друштвена штампарија”, у којој је наш познати радник и оснивач Социјалистичког покрета у Србији Светозар Марковић, уређивао и штампао листове Јавност и  Ослобођење и написао велики број својих чланака, економских и политичких, због којих је и осуђен на смрт.